# Blistowa
Blistowa – wieś na Ukrainie, w obwodzie czernihowskim, w rejonie nowogrodzkim. Miejscowość liczy 723 mieszkańców, a jej powierzchnię wynosi 2,54 km².